# Achladókampos
Achladókampos (grec moderne : Αχλαδόκαμπος) est un village grec du Péloponnèse, en Argolide. Depuis 2011, c'est un district municipal du dème d'Argos-Mycènes.

## Géographie
Le village compte environ 500 habitants.

### Situation

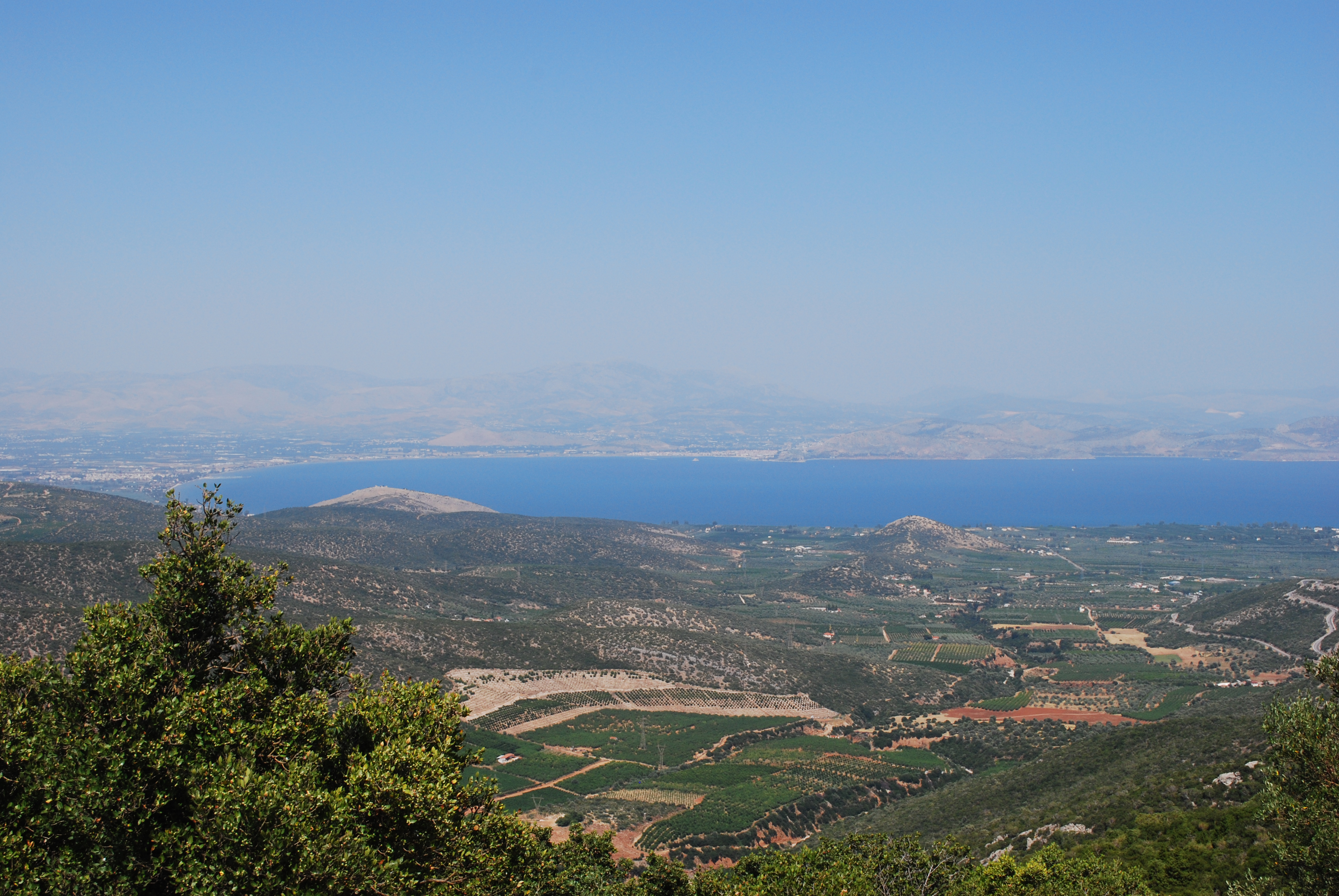
La vue vers l'est en direction du golfe Argolique.

Le village est situé en contrebas de la route nationale qui relie Argos à Tripoli, à peu près à mi-distance entre ces deux villes. Il domine une vallée cultivée qui débouche, après un passage resserré, sur la plaine de Lerne et le golfe Argolique.
Au sud-ouest se dresse le mont Parthénion qui fait la frontière entre l'Argolide et l'Arcadie.

### Transports

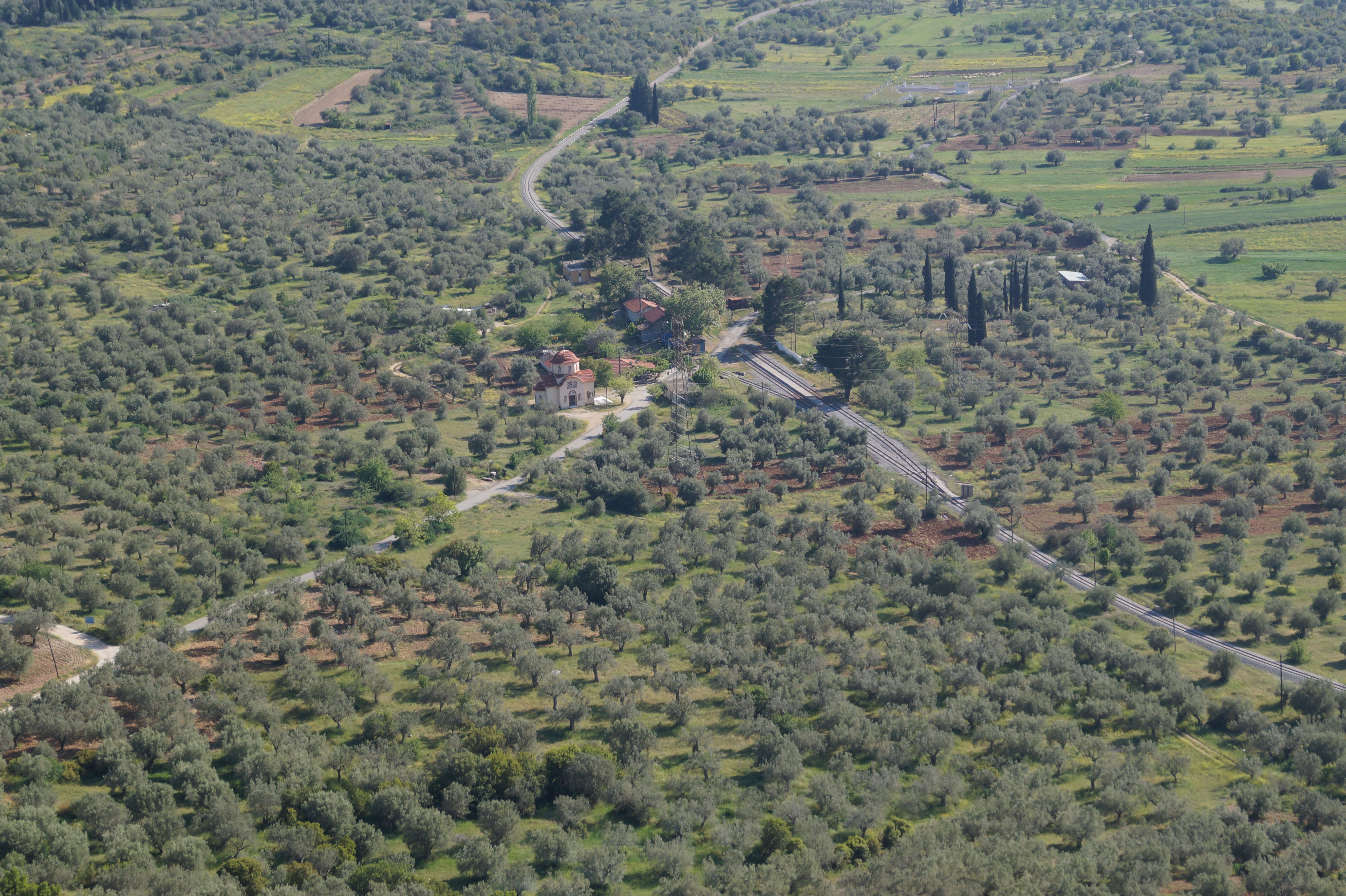
La plaine, la voie ferrée et la gare depuis l'acropole d'Hysiai.

La ligne de chemin de fer de Corinthe à Kalamata par Argos et Tripoli, ligne à voie unique et écartement métrique, passait par Achladókampos. Une gare assez importante se trouvait au fond de la vallée, au pied du bourg. Le tronçon correspondant a ouvert le 1er février 1892 et a fermé définitivement le 10 décembre 2010.

## Toponymie
Le toponyme signifie la « plaine des poiriers » (grec moderne : αχλάδα, « poirier sauvage »), en rapport avec les poiriers sauvages qui poussaient sur les pentes de la vallée.

## Histoire

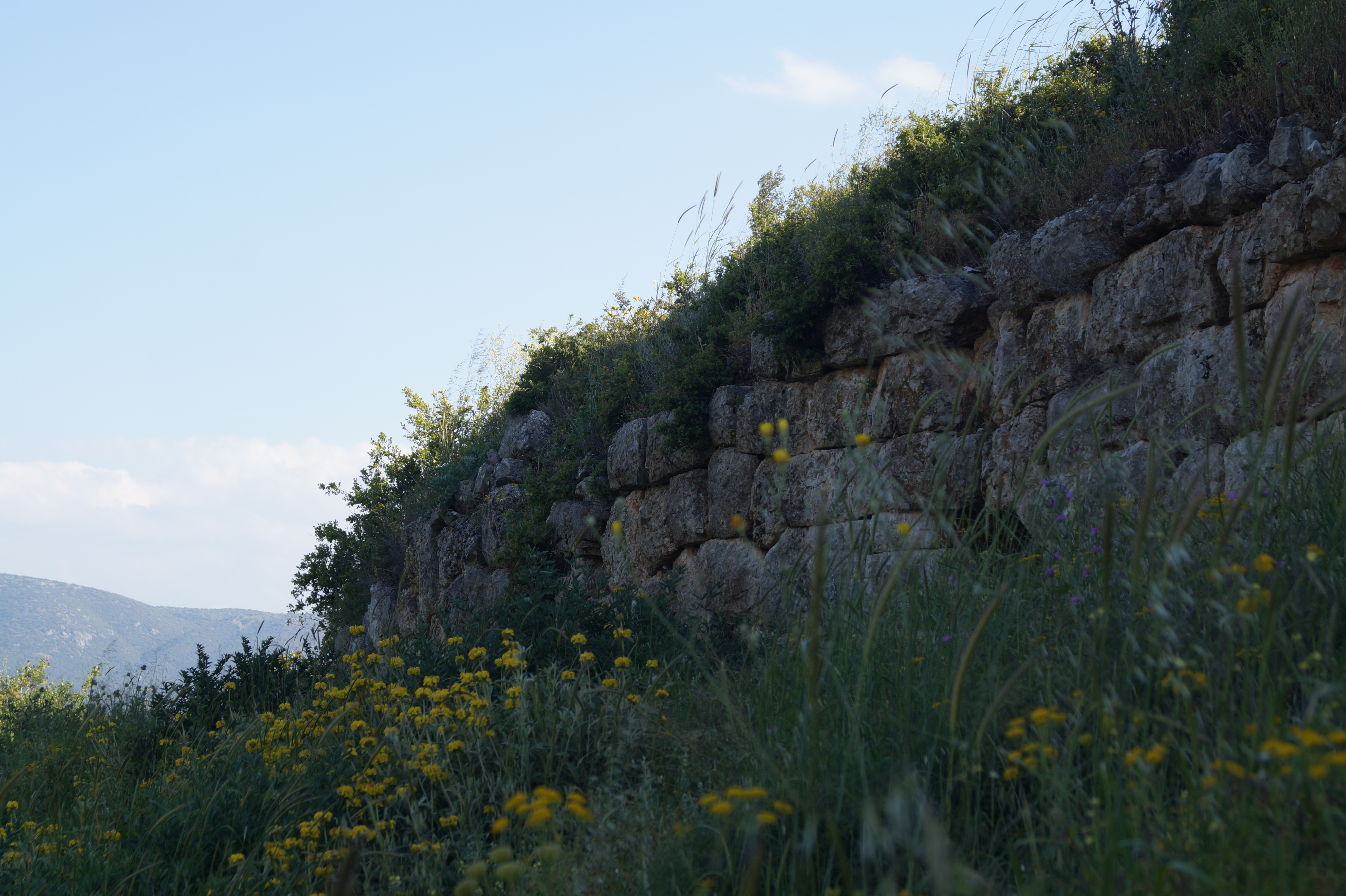
Muraille orientale de l'acropole d'Hysiai.

À environ 1 km au sud du bourg se trouve le site de l'antique Hysiai (de). Près de ce site eut lieu, en 669 ou 668 av. J.-C., selon Pausanias, la bataille d'Hysiai dans laquelle les Spartiates, qui tentaient une expansion vers le nord-est, furent vaincus par les Argiens, peut-être conduits par Pheidon, tyran d'Argos. La cité fut détruite par les Spartiates en 417 av. J.-C.
Achladókampos a eu une certaine importance pendant la guerre d'indépendance grecque, notamment en raison de sa position entre Tripoli et l'Argolide. En juillet 1822, Theódoros Kolokotrónis y rassemble les troupes qui vont lui permettre de faire face à l'offensive ottomane de Dramali Pacha en Argolide. Le village, déjà pillé par les Turcs en 1821, est complètement détruit par Ibrahim Pacha en juin 1825.

## Lieux et monuments
- Ruines d'Hysiai.